# Автокефалия
Автокефа́лия (греч. αὐτοκεφαλία «самовозглавление» от αὐτός «сам» + κεφαλή «голова») — статус поместной церкви, предполагающий её административную независимость от других поместных церквей. Автокефальная церковь возглавляется епископом, который может иметь титул (сан) патриарха, архиепископа или митрополита.
Термин употребляется по отношению к православным и древневосточным церквям.
Первые автокефальные церкви возникли в процессе обособления патриархатов и митрополий в провинциях Византийской империи. Автокефальность не следует смешивать с церковной автономией.
В древности автокефальной называлась независимая от местного митрополита архиепископия, подчинённая непосредственно патриарху.

## История и точки зрения
Старейшие известные списки епархий Константинопольской церкви, вероятно, относящиеся к VII веку, содержат совершенно другое употребление термина «автокефалия», чем то, к которому мы привыкли. Здесь «автокефальными архиепископами» называются те архиереи, которые подчинялись непосредственно предстоятелю, в противоположность «зависимым епископам», которые были подчинены местным митрополитам. То есть, архиепископ Константинополя был подчинён непосредственно архимитрополиту Антиохии несмотря на первенство чести перед ним.
С точки зрения Московского патриархата, исключительной прерогативой автокефальной церкви является право самостоятельно совершать мироварение. С точки зрения Константинопольского патриархата право совершать мироварение принадлежит Константинопольскому патриарху в сослужении представителей Поместных православных церквей. Архиепископ Леонид (Горбачёв) так изложил позицию Московского Патриарха на предоставление автокефалии: «Факторами, дающими основание для устроения новой автокефалии, могут быть политическая самостоятельность территории, на которой предполагается образовать автокефальную Церковь, её географическая отдалённость, этническое отличие региона от основной территории кириархальной Церкви, но эти факторы сами по себе недостаточны для автокефализации. Совершенно необходимым условием учреждения автокефалии является стремление к ней церковного народа, духовенства и епископата соответствующей церковной области, причём значительного большинства на всех этих уровнях. Решение о даровании автокефалии принимается высшей властью кириархальной Церкви»
Право предоставления (обретения) автокефалии, как и само содержание термина автокефалия, в православии не определено ясно и окончательно и является предметом пререкания между Константинопольской кафедрой и иными поместными церквями.
Порядок провозглашения автокефалии был одним из наиболее проблемных вопросов, обсуждавшихся в ходе подготовки Всеправославного собора. Ход предварительного обсуждения вопроса в июле 2016 года, после Всеправославного собора, изложил архиепископ Иов (Геча):

Изучение вопроса началось с того, что считалось, что Вселенский Патриархат — единственный патриархат в православном мире, который имеет право предоставлять автокефалию — и по исторической, и по каноническим причинам. Потому что в истории все новые автокефалии, которые появились, начиная с XVI века, с появлением Русской Православной Церкви до наших дней, — это бывшие территории Вселенского Патриархата, которым он дарил автокефалию. А по каноническим причинам, потому что Вселенский Патриархат занимает в православном мире первое место. <…>
Дошло до вопроса подписания Томоса. Из истории мы знаем, что Томосы подписывались Константинопольским Патриархом, который после своей подписи ставит слово «Провозглашает». Потому что Вселенский Патриарх как первый, как возглавляющий свой Синод — он провозглашает автокефалию. А за ним просто ставили подписи члены Синода Константинопольской Церкви без единого слова. Потому что провозглашает глава, а другие просто своей подписью подтверждают, что это официальный, действительный документ. И Константинополь хотел приспособить эту практику и сказать: «Константинопольский Патриарх подписывает Томос со словом „Провозглашает“, а другие предстоятели, как ранее члены Синода, просто ставят за ним свою подпись согласно порядку православных диптихов». Опять была дискуссия, и опять новое требование: «Нет! Другие патриархи тоже должны какое-то слово добавить после своей подписи». И Константинополь снова пошёл на компромисс. И сказал: «Ну, тогда сделаем так: Константинопольский Патриарх подписывает и ставит слово „Провозглашает“, а другие патриархи подписывают и ставят слово „Сопровозглашает“ — по принципу литургического богослужения». Ведь когда совершается Божественная литургия, то всегда служит первый, которого мы считаем предстоящим на службе, а другие сослужат. <…>
Представители Московского Патриархата не согласились с этим словом «Сопровозглашает». Они хотели, чтобы каждый патриарх подписывал со словом «Провозглашает». И здесь уже Вселенский Патриархат не согласился. <…> Провозглашать может только один человек, а другие, которые с ним, могут сопровозглашать. Но не может каждый провозглашать по-своему. И на этом данный вопрос был заблокирован. <…> Для Константинополя это значит, что вопрос автокефалии сейчас остаётся статус кво, так, как было в самом начале его рассмотрения.

В конечном итоге вопрос был исключён из рассмотрения Всеправославным собором.

## Автокефальные православные церкви
Согласно диптиху, принятому в Константинопольской церкви, в настоящее время существуют 15 автокефальных православных церквей (из которых 14 являются общепризнанными и одна — Православная церковь Украины частично признанной), которые расположены в следующей иерархии чести:
1. Константинопольская
2. Александрийская
3. Антиохийская
4. Иерусалимская
5. Русская
6. Сербская
7. Румынская
8. Болгарская
9. Грузинская
10. Кипра
11. Элладcкая
12. Польская
13. Албании
14. Чешских земель и Словакии
15. Украины

Диптихи, принятые в других поместных церквях, могут несколько отличаться от диптиха Константинопольской церкви. Например, в диптихе Русской православной церкви существуют 10 общепризнанных церквей и две частично признанные (Американская, Македонская), которые расположены в следующем порядке:
1. Антиохийская
2. Иерусалимская
3. Русская
4. Грузинская
5. Сербская
6. Румынская
7. Болгарская
8. Польская
9. Албании
10. Чешских земель и Словакии
11. Православная церковь в Америке
12. Македонская[7][8]

14 сентября 2018 года Русская православная церковь исключила из диптиха Константинопольский патриархат, заявив об его антиканонических действиях, направленных на создание Православной церкви Украины (ПЦУ): в этот день Священный синод РПЦ принял решение приостановить поминовение патриарха Константинопольского за богослужениями, а также сослужение с иерархами Константинопольского патриархата. В ответ на признание ПЦУ, Московский патриархат исключил из своего диптиха Элладскую церковь (3 ноября 2019 года), Александрийскую церковь (8 ноября 2019 года) и Кипрскую церковь (20 ноября 2020).
Существуют также автономные церкви, находящиеся в подчинении у какой-либо автокефальной церкви (например, Синайская церковь зависима от Иерусалимской).

### Православная церковь в Америке
Автокефалия ПЦА была предоставлена Русской православной церковью в 1970 году.
Православные церкви, признавшие автокефалию ПЦА:
- Русская
- Грузинская
- Чешских земель и Словакии
- Болгарская
- Польская

Остальные Православные церкви не признают автокефальный статус ПЦА, в то же время не оспаривая её каноничность, так как считают её самоуправляемой частью Русской православной церкви.

### Православная церковь Украины
Православная церковь Украины была учреждена в декабре 2018 года и получила томос об автокефалии от Константинопольского патриархата в январе 2019 года.
Православные церкви, признавшие автокефалию ПЦУ:
- Константинопольская[21]
- Элладcкая
- Александрийская
- Кипрская

Остальные Православные церкви либо отвергают канонический статус ПЦУ, либо пока не давали официальных комментариев насчёт её признания.

### Македонская православная церковь — Охридская архиепископия
Македонская православная церковь провозгласила автокефалию от Сербской 19 июля 1967 года и до 2022 года рассматривалась всеми церквами Вселенского Православия как находящаяся в расколе. 16 мая 2022 года Сербская православная церковь признала Македонскую как свою автономную часть, а 5 июня предоставила ей автокефалию.
Православные церкви, признавшие автокефалию МПЦ:
- Сербская
- Русская
- Болгарская
- Чешских земель и Словакии
- Румынская

Константинопольская, Антиохийская, Элладская, Польская, Грузинская и Албанская церкви признали каноничность МПЦ, но пока не признали её автокефалию. Остальные православные церкви не давали официальных комментариев о статусе МПЦ. Вопросы о наименовании этой церкви и её праве на епархии за пределами Северной Македонии также остаются дискуссионными.

### Исторические автокефалии (де-факто)
- Охридская архиепископия (1018 — 16 января 1767)
- Абхазский католикосат (до 1814 года)
- Черногорская (Цетинская) митрополия (1766 — 17 июня 1920)
- Карловацкая патриархия (29 мая 1710 — 17 июня 1920)
- Германштадтская митрополия (12 декабря 1864 — 23 апреля 1919)
- Буковинская митрополия (23 января 1873 — 23 апреля 1919)

### Самочинные автокефалии
- 1448 год — самостоятельное избрание в Москве собором епископов предстоятеля Русской митрополии — считается началом автокефалии Русской православной церкви от Константинопольской церкви. Получение от него канонической независимости произошло только 26 января (5 февраля) 1589 года, когда, по согласию патриарха Константинопольского Иеремии II, был избран первый патриарх Русской православной церкви Иов (патриарх Московский).
- В 1833 году Элладская православная церковь провозгласила себя автокефальной, но Константинопольский патриархат признал её только в 1850 году.
- В 1865 году Румынская православная церковь провозгласила себя автокефальной, но Константинопольский патриархат признал её только в 1885 году.
- В 1872 году Константинопольский патриарх объявил филетизм ересью в связи с болгарской схизмой — самопровозглашением болгарским духовенством автокефалии в 1870 году. Только 22 февраля 1945 года Константинопольская патриархия издала томос, упразднивший схизму между Константинопольской и Болгарской церквами.
- С 1919 года появление Украинской автокефальной православной церкви.
- В 1918 году Польша вновь стала самостоятельным католическим государством, а Православная церковь выделилась в самочинную автокефалию. Томосом Григория VII, патриарха Константинопольского, от 13 ноября 1924 года получила признание в своём статусе.
- С 1922 года появление преследуемых советскими властями катакомбных церквей в России.
- С 1922 года появление Турецкой православной церкви.
- С 10 (23) марта 1924 года раскол Старостильных церквей.
- 1—3 марта 1927 года Димитрий (Беликов) в условиях частой смены церковного руководства объявил Томскую епархию автокефальной. Был запрещён в служении заместителем Патриаршего местоблюстителя, архиепископом Угличским Серафимом (Самойловичем).
- С 29 июля 1927 года появление Русской зарубежной церкви. После 17 мая 2007 года в расколе остался Синод противостоящих.
- 5 июня 1948 года в городе Констанце был проведён собор, объявивший о создании Белорусской автокефальной православной церкви и избравший её архиепископом Сергия (Охотенко).
- В 1967 году Македонская православная церковь провозгласила самочинную автокефалию (под главенством архиепископа Охридского и Македонского). Сербский патриархат даровал ей автокефалию в 2022 году.
- 5—6 июня 1990 года в Киеве состоялся «Всеукраинский собор УАПЦ». Собор выработал и утвердил новый устав Украинской автокефальной православной церкви. На Соборе была самочинно провозглашена автокефалия, избран «патриарх Киевский». Им стал Мстислав (Скрипник).
- 25—26 июня 1992 года состоялся учредительный собор Украинской православной церкви Киевского патриархата.
- В 1993 году провозгласила автокефалию Черногорская православная церковь.
- С мая 2011 года имеет место раскол в Абхазской православной церкви.

### Другие непризнанные (отколовшиеся) православные церкви
Кроме 15 автокефальных канонических православных церквей, перечисленных выше, существуют другие де-факто независимые церкви, возникшие в XVII—XXI веках. Все они не признаются каноническими православными церквями.
1. Российская православная автономная церковь
2. Русская истинно-православная церковь
3. Украинская автокефальная православная церковь каноническая
4. Белорусская автокефальная православная церковь
5. Русская православная старообрядческая церковь
6. Русская древлеправославная церковь
7. Древлеправославная поморская церковь
8. Древлеправославная старопоморская церковь федосеевского согласия

## Автокефальные древневосточные церкви
1. Коптская православная церковь
2. Эфиопская православная церковь
3. Армянская апостольская церковь
4. Эритрейская православная церковь
5. Сиро-яковитская православная церковь
6. Маланкарская православная церковь

### Комментарии
1. ↑  См. также в статьях: Разрыв евхаристического общения Русской православной церкви с Константинопольским патриархатом (2018), Константинопольская православная церковь#Отношения с Русской церковью и Россией